# Maharashtrawadi Gomantak Party
El Maharashtrawadi Gomantak Party, en anagrama MAG, és un partit polític de l'Índia a l'estat de Goa. És un dels més antics partits de Goa, i el primer que va governar l'estat després de 1961. En les eleccions de 2004 va anar aliat al Partit del Congrés i van guanyar, formant part del govern de l'estat, però el juliol de 2007 va trencar l'aliança. El 2009 va participar només a la circumscripció de North Goa, però no va obtenir escó. La bandera és de color safrà, portant al centre l'emblema, un lleó.